# Melissa Carlton
Melissa Paula Carlton (8 de maig de 1978, Pietermaritzburg) és una nadadora paralímpica australiana nascuda a Sud-àfrica. Carlton va nàixer sense la cama dreta i els dits curts de la mà esquerra. Ha guanyat medalles d'or, plata i bronze per Austràlia als Jocs Paralímpics d'Atlanta 1996 i Sydney 2000.

## Trajectòria
Carlton va nàixer a la ciutat sud-africana de Pietermaritzburg el 8 de maig de 1978. Es va traslladar amb la seua família a Austràlia en 1986; es van instal·lar primer a la ciutat victoriana de Beechworth, on Carlton va competir en proves de natació a les escoles locals. En 1990 es van traslladar al suburbi de Glenorchy, a Hobart. Carlton es va incorporar al Glenorchy City Swimming Club (ara conegut com a Hobart Aquatic Club), on va conèixer a Chris Wedd, que seria el seu entrenador durant tota la seua carrera paralímpica.
En 1991, Carlton va guanyar una medalla d'or en la prova de 8 km als Campionats a l'aire lliure de Tasmània per a nedadors sense discapacitat. Va guanyar una medalla d'or als Jocs de la Commonwealth de 1994 a Victòrica (Canadà) en els 100 m estil lliure S9. En 1994 va rebre una beca de l'Institut Australià d'Esports de Natació.
Als Jocs d'Atlanta de 1996, va guanyar dues medalles d'or en les proves femenines de 400 m estil lliure en la categoria S9 i en el 4x100m estil lliure S7-10, per la qual va rebre una Medalla de l'Ordre d'Austràlia, dues medalles de plata en les proves de 100 m papallona S9 i 100 m estil lliure S9, i una medalla de bronze en la prova femenina 100 m d'esquena S9. Als Jocs de Sydney de 2000, va guanyar dues medalles d'argent en els 400 m estil lliure S9 i 100 m estil lliure S9 i dues en bronze en els 4x100 m lliure 34 pts i 4x100 m 34 pts.